# Peseta saharyjska
Peseta saharyjska (ar. البيزيتا الصحراوي) – oficjalna jednostka monetarna Sahary Zachodniej, w praktyce rzadka w obiegu.
Utworzenie waluty przewidziano w porozumieniach madryckich z 25 listopada 1975 roku. Pierwsze pesety znalazły się w obiegu w 1990 roku, natomiast nie zostały oficjalnie uznane przez władze kraju aż do 1997. W 1990 wybito monety o nominale 50 peset, a w 1992 o nominałach 1, 2 i 5 peset. Wszystkie wykonane zostały z miedzioniklu, na rewersie przedstawiają beduina z wielbłądem, a na awersie godło Sahary Zachodniej. Pomiędzy 1990 a 1997 wybijano również pamiątkowe złote, srebrne i miedziane monety o wartości 100, 200, 500, 1000, 5000, 40 000 peset, m.in. w 1997 o wartości 40 000 peset z okazji 15 rocznicy nawiązania stosunków dyplomatycznych z Wenezuelą.
W praktyce zastosowanie pesety saharyjskiej jest niewielkie. Na terenach kontrolowanych przez Maroko w użyciu pozostaje dirham marokański, natomiast na obszarze kontrolowanym przez Front Polisario i w obozach uchodźców z Sahary Zachodniej najczęściej korzysta się z dinara algierskiego i ugiji mauretańskiej. W 1990 związano ją sztywnym kursem 1:1 z pesetą hiszpańską i pomimo braku uznania międzynarodowego uzyskała kod EHP w systemie ISO 4217. Po wprowadzeniu w Hiszpanii euro ustalono kurs 1 euro = 166,386 pesety.
1 peseta saharyjska dzieli się na 100 centimos (tak jak peseta hiszpańska), jednak w praktyce nawet nie wybijano monet centimos.
W obiegu znajdują się wyłącznie monety o nominałach:
- 1, 2, 5 i 50 peset saharyjskich.